# Британские Подветренные острова
Британские Подветренные острова (англ. Leeward Islands) — бывшая колония Великобритании, существовавшая в период с 1833 по 1958 годы. В состав данного образования входили острова Ангилья, Антигуа, Барбуда, Виргинские Острова, Доминика (до 1940 года), Монтсеррат, Невис и Сент-Киттс.

## История
Предыдущая колония Подветренных островов существовала с 1671 года, но в 1816 году была разделена на две части (Антигуа, Барбуда и Монтсеррат в одной колонии и Сент-Кристофер, Невис, Ангилья и Виргинские Острова в другой).
Колония образована в 1833 году, в 1871 году Подветренным островам присвоен статус федерации. В 1940 году из состава колонии выходит Доминика. В 1958 году Британские подветренные острова вошли в состав Федерации Вест-Индии. Британские Подветренные острова окончательно прекратили своё существование с упразднением должности их губернатора и повышением статуса Британских Виргинских Островов до статуса отдельной коронной колонии в 1960 году.